# Incendio de Iquitos de 2017
El incendio de Iquitos de 2017 fue un incendio de magnitudes enormes ocurrido en la ciudad peruana de Iquitos, más específicamente en el este del distrito de Belén y al sur del distrito central perteneciente a la conurbación de Iquitos, el siniestro se inició la madrugada del sábado 9 de septiembre y aunque duro solo tres horas, logró destruir entre 60 y 150 viviendas y dejar a 800 personas en la calle. Las autoridades locales de la Municipalidad Provincial de Maynas han catalogado el suceso como el peor desde el incendio sucedido en el 2012.

## Antecedentes

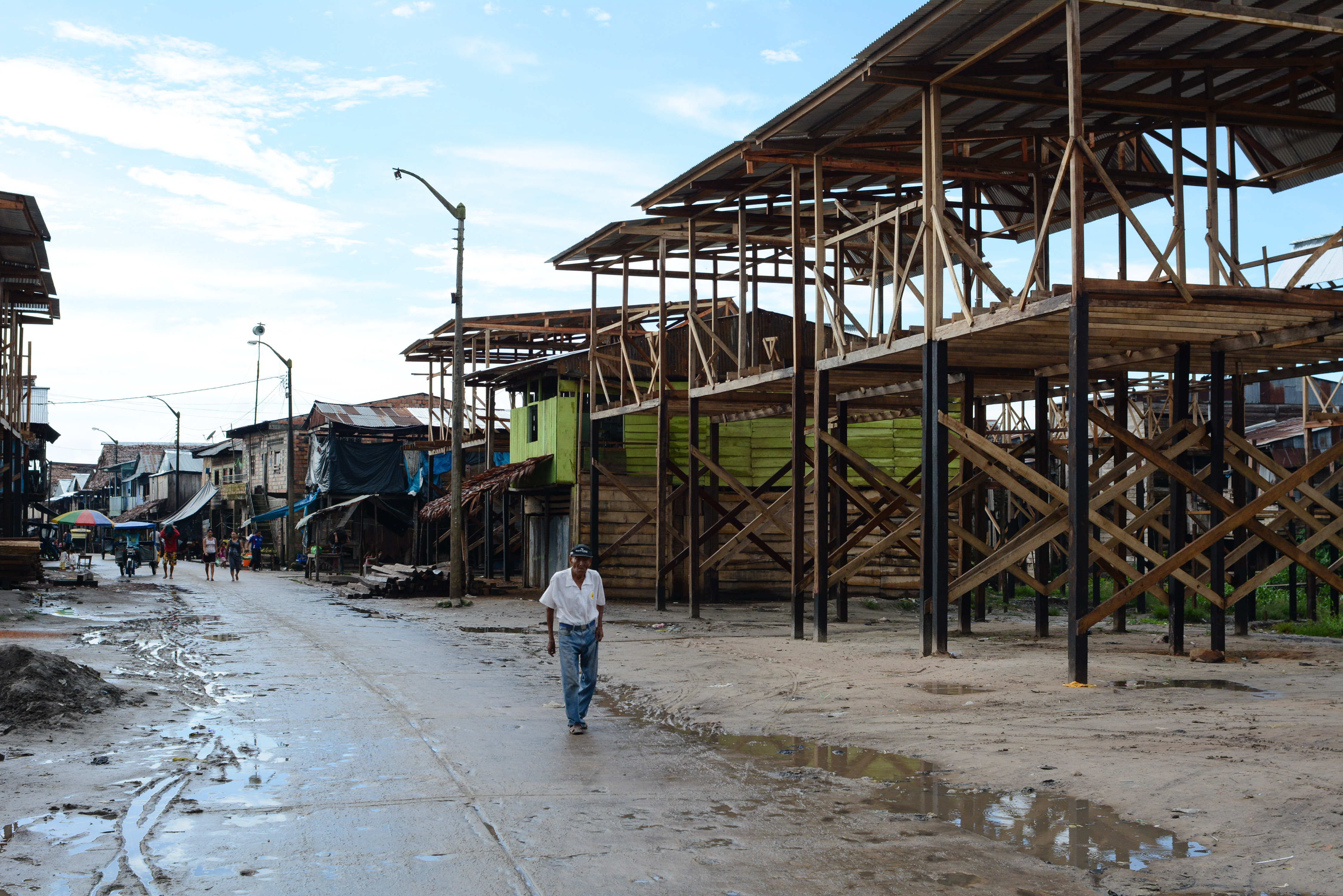
En el barrio de Belén vive una cantidad considerable de personas que constantemente están en riesgo por las pésimas condiciones de vida.

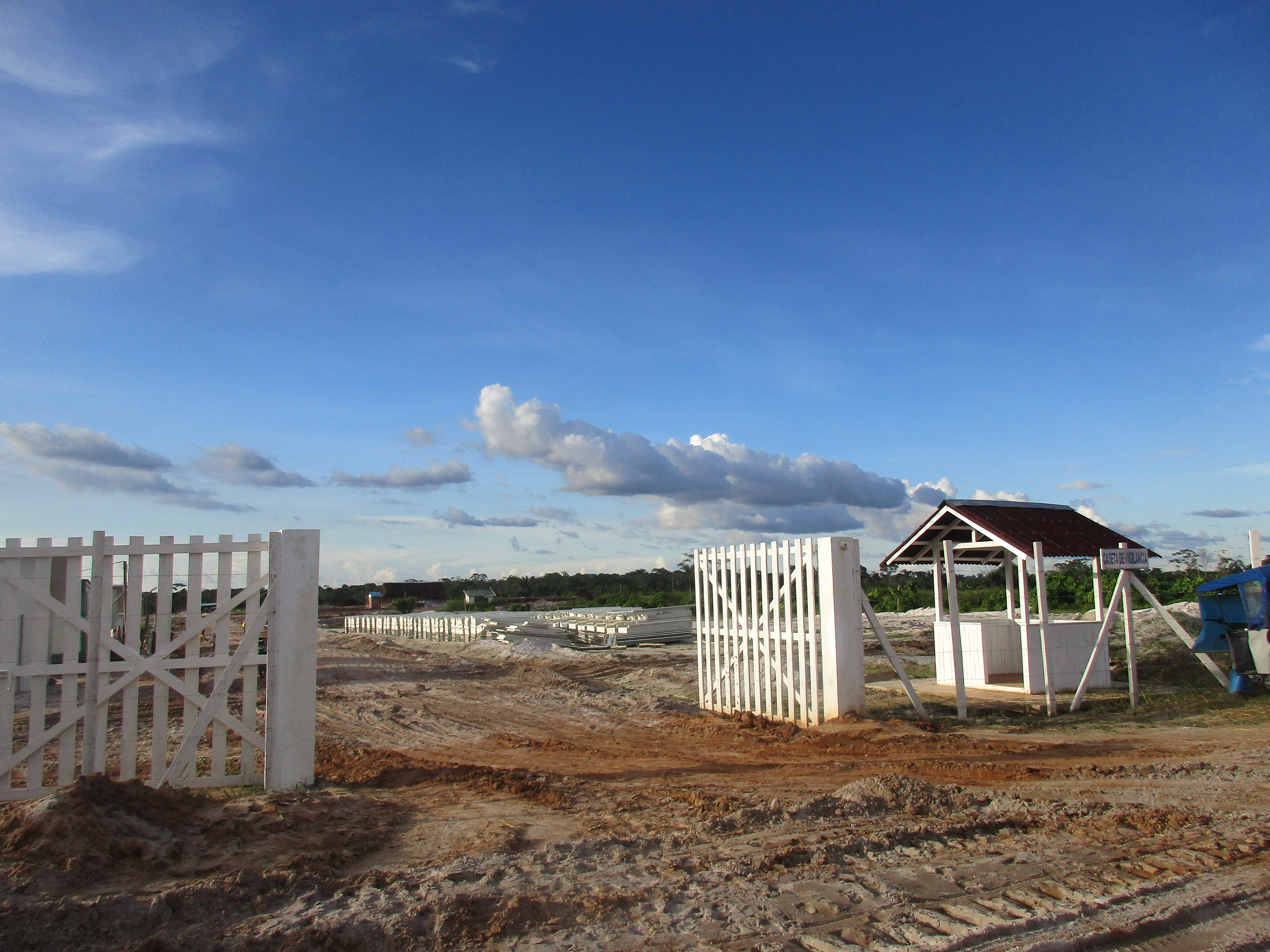
Como parte del plan de reubicación esta la creación de la Nueva Ciudad de Belén en el sur de Iquitos.

El área metropolitana de Iquitos cuenta lamentablemente con varios enclaves de pobreza principalmente en sus zonas periféricas, dichos enclaves se caracterizan por las pésimas condiciones de vida que presentan a sus habitantes en contraste a los del resto de la ciudad llegando a ser las más bajas todos los años, una de las principales enclaves se encuentra en el sureste del distrito de Belén, en el paso del barrio homónimo, dicho barrio y en general todo el distrito son considerados los más pobres de la ciudad. En el 2012 ocurrió un incendio que destruyó casi todo el sur del bario, dejando a miles de personas sin hogar, esto trajo como consecuencias que los recintos de ayuda humanitaria colapsen e incluso se llegue al extremo de ver personas que habían perdido sus casa en el incendio pasar la noche por meses en varios sectores del centro histórico y centro financiero, durante el 2015 las autoridades del gobierno central durante la gestión del presidente Ollanta Humala decidieron crear un plan de reubicación masiva a viviendas pre-construidas y otorgadas por el Estado en el distrito de San Juan, además de trabajo, educación y salud a los habitantes de Belén, esto también se prometió a las personas que aún habitaban el barrio, dicho proyecto no fue bien recibido por la población que por falta de información pensaban que perderían sus propiedades, como respuesta el 2016 gobierno distrital de Belén dirigido por Richard Vásquez desobedeciendo al gobierno decidió construir nuevamente las casas destruidas en el siniestro para que las personas volvieran al barrio y así calmar a la población, dicha medida tuvo más aceptación que la del gobierno central y como consecuencia el enclave de pobreza volvió a florecer e incluso aumentar más ya que en esta ocasión contaban con el apoyo de la municipalidad local y provincial.

## Incendio

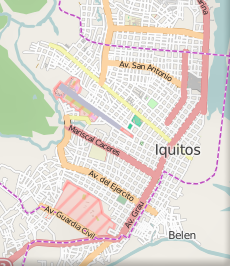
Ubicación más específica, el incendio se desarrolló entre la calle Ucayali y la Ramírez Hurtado de los distritos de Belén e Iquitos central.

El 9 de septiembre de 2017 en el asentamiento humano Playa Hermosa aproximadamente a las 2:30 a. m. un área de la localidad comenzó a envolverse de fuego, en un principio los locales después de llamar a los bomberos solamente toman precauciones para no ser alcanzados por el fuego, sucesivamente mientras se dan cuenta de que el incendio avanza demasiado rápido consumiendo a las vivienda aledañas, los vecinos temerosos comienzan a recoger agua del río Itaya para tratar de apagar el fuego que seguía aumentando, cuando llegaron los bomberos estos sufrieron un percance al darse cuenta de que el hidrante contra incendios no funcionaba tuvieron que usar su tanque de emergencias, al acabarse el agua del tanque, el incendio seguía aumentando, provocando la desesperación de las personas que intentaban rescatar sus pertenencias, el incendio ya se había esparcido una cuadra entera, con ayuda de la policía los bomberos pudieron calmar a la población y crear cordones humanos para el traslado de civiles otros lados de la ciudad, ante el peligro de que el incendio rebasé los límites del barrio y llegará a la zona alta de Iquitos, otras compañías de bomberos de la ciudad acudieron en ayuda para sofocar el incendio, después de aproximadamente tres horas y media los bomberos lograron controlar el siniestro aunque no pudieron evitar que este provoque un daño material enorme.

### Perdidas
Después de que la policía asegurase que no había perdidas humanas y tampoco heridos, determinó que en total 150 casa habían sido completamente calcinadas, además había daños irreversibles en las áreas verdes y el humo tóxico había llegado a cubrir grandes zonas de la Laguna del Itaya y esto podía provocar un entorpecimiento en las operaciones de los diversos puertos cercanos a orillas del Itaya.

### Desplazamiento forzado y ayuda humanitaria
El incendio obligó que en total 800 perdieran sus hogares, también hay una buena cantidad de habitantes que escaparon por los corredores humanos hacia otras zonas de la ciudad, varias empresas privadas brindaron comida y bebida a los damnificados, la municipalidad de Maynas dio frazadas y carpas por motivo del invierno amazónico que azotará el departamento de Loreto hasta octubre.

## Posterior al incendio
El gobierno en todo sus niveles prometió ayuda a los afectados, desde espacios recreativos a los niños que quedaron sin hogar, también entrega de útiles escolares y documentos de identidad nacional (DNI) y hasta apoyo psicológico.

## Motivo del incendio
Las autoridades locales se encuentra investigando sobre el origen del siniestro, según ellos el motivo pudo haber sido un cortocircuito en una quinta de Playa Hermosa, por el contrario los dirigentes del asentamiento humano en representación de los pobladores expresaron que el incendio se originó por una vela de cera encendida que supuestamente se estaba utilizando para la elaboración de drogas en una casa propiedad de Carlos Alberto Angulo Ruiz, que se encontraba abandonada y era usada por personas de mal vivir.

## Reacciones

### Locales
- : El Gobernandor del Departamento: Fernando Meléndez ordenó la instalaciones de varios albergues para los damnificados, además se comprometieron a reconstruir las casas destruidas. «Desde un inicio estamos ayudando a los damnificados y nos comprometemos a reconstruir sus viviendas porque ellos quieren seguir viviendo en este sector. Vamos a hacer las casas con todas las instalaciones seguras».[10]

### Nacionales
- : El Presidente de la República: Pedro Pablo Kuczynski expresó mediante su cuenta de Twitter «Mi solidaridad con hermanos Iquiteños afectados por incendio».[11]
- : La Ministra de Desarrollo e Inclusión Social: Fiorella Molinelli comunicó que «Ante esta situación se ha dispuesto que desde nuestros Tambos cerca de la zona del siniestro se desplazara la ayuda vía fluvial a las familias damnificadas que arribaron ayer», también dijo que se abrirán campos de donaciones en el distrito de San Isidro en Lima y en el mismo Iquitos.[12]